# Ablabesmyia callicoma
Ablabesmyia callicoma är en tvåvingeart som först beskrevs av Jean-Jacques Kieffer 1911.  Ablabesmyia callicoma ingår i släktet Ablabesmyia och familjen fjädermyggor. Artens utbredningsområde är Kina. Inga underarter finns listade i Catalogue of Life.